# 反恐精英系列
反恐精英（简称CS或C-S）是由Valve开发的第一人称射击游戏系列。此系列最初在Windows平台上運行，首款《反恐精英》作品於1999年正式推出。此作最初是使用《戰慄時空》的GoldSrc引擎製作，由遊戲開發人員Minh Gooseman Le和Jess Cliffe Cliffe經開發商Valve出品遊戲《戰慄時空》的授權購買的。本作之後的第二作《反恐精英：零点行动》仍由Valve開發，並在2004年發布，同年11月Valve就發布了此系列的第三部作品《反恐精英：起源》，此作是Valve基建於全新的Source引擎而重製的《反恐精英》。
它是世界上极为成功的多人对战射击游戏系列之一，曾引发了全球电子游戏热潮。反恐精英系列目前的最新作是《反恐精英2》。

## 电子游戏

### 主系列

#### 反恐精英
《反恐精英》（Counter-Strike）是反恐精英系列的第一部游戏作品。本為《半条命》遊戲的游戏模组，模组的数个版本相继发布后，隨著人氣日漸提升，進而被Valve收购，在2000年11月8日正式发行。

#### 反恐精英：零点行动
《反恐精英：零点行动》（Counter-Strike: Condition Zero，CS:CZ）是于2004年3月1日推出的《反恐精英》续作。本作加入了像《半条命》一般的单人剧情战役，玩家可以扮演国际知名特种部队中的一员，作战于世界各地打击恐怖分子。在多人对战方面，游戏与前作《反恐精英》大同小异。

#### 反恐精英：起源
《反恐精英：起源》(Counter-Strike: Source，CS:S)是Valve第一次嘗試使用Source引擎開發的《反恐精英》续作，于2004年11月16日发行。该作使用了Valve为《半条命2》开发的Source引擎，因此画面品質和物理效果较前作有极大提升。相对于前两部作品，该作的游戏机制有較大變動，包括增加了地图中的可移動小物件和随机计算的着弹点等。

#### 反恐精英：全球攻势
《反恐精英：全球攻势》(Counter-Strike: Global Offensive，CS:GO)是反恐精英系列的第四部作品，于2012年8月21日发布。游戏使用了增强版的Source引擎，在画面效果上较前作《反恐精英：起源》有極大提升，加入了包括高动态范围、动态阴影等视觉特效。遊戲系統也大幅變更，武器系統方面加入了如燃烧弹、诱饵手雷等新武器。而地图和模式方面，该作加入了团队死鬥模式、爆破模式以及数張新地图，亦于后续更新中加入了Steam Workshop社区自定义地图支持。

#### 反恐精英2
《反恐精英2》(Counter-Strike 2，CS2)是反恐精英系列的最新作品，于2023年9月27日推出，并直接取代了《反恐精英：全球攻势》。游戏大致沿用前作的玩法，但通过使用最新的Source2引擎而拥有更佳的画面特效，并修改了物理系统和投掷物效果。此作推出后，与CS:GO和CS:S发布初期遇到的问题相似，bug极多（例如mjpeek），且手感变化较大，导致部分玩家需要时间适应。特别是因为直接覆盖了CS:GO，导致大量玩家的不满，差评量急剧攀升。
Valve虽在不断修复bug并尝试让游戏手感接近CS:GO，但CS2引入的Sub-tick系统（由于其糟糕的演出补偿机制被部分玩家戏称为“Sbtick”）不仅让AWP狙击枪在使用时无法顺畅地甩狙（即开枪后再迅速调整准星至目标），还导致不同客户端中玩家位置不同步，即便玩家拉回掩体后，仍可能将其击中。虽然这一问题在后续更新中有所改善，但仍未彻底解决。
此外，CS2还曾出现Hitbox与显示角色模型不重合的问题，导致玩家在射击时遭遇异常的判定误差，不过该问题目前已被修复。Valve的持续更新正努力解决这些问题，但这些初期的技术障碍仍然影响了玩家的游戏体验。

### 衍生作品

#### 反恐精英Neo
日本市场内运行于街机的派生版本，由南梦宫负责运营。

#### 反恐精英Online
《反恐精英Online》（Counter-Strike Online，CSO）是NEXON与Valve合作开发的多人在线网络游戏。该游戏以《反恐精英：零点行动》为基础，增加了许多游戏模式、地图、武器、人物角色等。游戏本身为亚洲的商業市场开发，亦因此游戏以亚洲玩家更为喜爱的型態，比如遊戲免费，道具和服务收费这一运营方式运营，而非产品买断方式。

#### 反恐精英Online 2
《反恐精英Online 2》（Counter-Strike Online 2，CSO2）是NEXON开发的《反恐精英Online》的续作。游戏使用增强版的Source引擎，画面效果较前作有很大提高。NEXON在游戏发布之初就表示该作将回归“Original”，即不加入花哨的虚构枪械、虚构人物等。目前遊戲已於2018年後陸續在各地停運。

#### Counter-Strike Nexon: Studio
Nexon与Valve合作，制作 Counter-Strike Nexon: Zombies 。
2019年10月30日，Counter-Strike Nexon: Zombies 改名为 Counter-Strike Nexon: Studio。